# Shiroishi (Sapporo)
Shiroishi o Shiroishi-ku (白石区) és un dels deu districtes de la ciutat de Sapporo. Abans va ser un municipi independent. El nom significa literalment "pedra blanca".

## Història
- 1871: Es funda el municipi de Shiroishi.
- 1873: El poble de Kamishiroishi se separa de Shiroishi.
- 1902: Kamishiroishi torna a formar part del municipi de Shiroishi.
- 1950: El municipi de Shiroishi perd la seua independència integrant-se en Sapporo.
- 1972: Sapporo es designada ciutat designada per decret del govern i s'estableix el sistema de districtes, establint-se també el districte de Shiroishi.
- 1989: El districte d'Atsubetsu se separa del de Shiroishi.

## Política
L'Ajuntament de Sapporo té una branca a tots els districtes, i entre d'ells, el de Shiroishi-ku. Si bé, aquesta branca municipal i l'estatus polític i administratiu del districte no es pot comparar al dels 23 districtes especials de Tòquio.
Aquesta branca de l'ajuntament de Sapporo presta als veïns del districte de Shiroishi els mateixos serveis que el pròpi ajuntament, però sense la necessitat de desplaçar-se fins al centre (la seu central de l'ajuntament es troba al districte de Chūō.
A les eleccions municipals de 2019 els habitants del districte de Shiroishi van triar els següents representants a la cambra municipal de Sapporo:
| Partit | Partit                           | Partit | Regidors |
| ------ | -------------------------------- | ------ | -------- |
|        | Partit Liberal Democràtic        | PLD    | 2 / 7    |
|        | Partit Democràtic Constitucional | PDC    | 2 / 7    |
|        | Kōmeitō                          | KMT    | 1 / 7    |
|        | Partit Comunista del Japó        | PCJ    | 1 / 7    |
|        | Independents                     | Ind    | 1 / 7    |
|        | Escons vacants                   |        | 0 / 7    |